# Борис Трънков
Борис Трънков е бивш български футболист, полузащитник и треньор.
Играл е за Шипка (София) (1937 – 1944), Спортист (София) (1945 – 1948) и ЦСКА (1948 – 1950). Шампион на България с ЦСКА през 1948 и носител на купата на страната през 1939 г. с Шипка. Има 7 мача и 1 гол за „А“ националния отбор. Завършва треньорска школа. Ръководи Ботев (Бургас) (1949), Левски (Карлово) (1960 – 1964), Металик (Сопот) (1964 – 1966) и Партизанин (Трън) (1981 – 1983). Работи в детско-юношеската школа на ЦСКА. „Заслужил треньор“ от 1980 г.